# Thierry Omeyer
Thierry Omeyer (født 2. november 1976 i Mulhouse, Frankrig) er en fransk tidligere håndboldspiller, som senest spillede som målmand for Paris Saint-Germain Handball og Frankrigs håndboldlandshold.
I en lang årrække har han været en vigtig brik på det franske landshold, og var med til at vinde adskillige guldmedaljer med holdet:

## Landsholdsguldmedaljer
- VM i 2001
- EM i 2006
- OL i 2008
- VM i 2009
- EM i 2010
- VM i 2011
- OL i 2012
- EM i 2014
- VM i 2015
- VM i 2017